# Rippenfarn
Der Rippenfarn (Struthiopteris spicant, Syn.: Blechnum spicant), auch Gewöhnlicher Rippenfarn oder Europa-Rippenfarn genannt, ist eine Pflanzenart innerhalb der Familie der Rippenfarngewächse (Blechnaceae). Die Art wurde früher der Gattung der Rippenfarne (Blechnum) zugerechnet, wird aber heute besser in die Gattung Struthiopteris gestellt. Nach neueren Erkenntnissen ist die große Gattung Blechnum besser aufzuspalten und dann ist diese Art als Struthiopteris spicant der Gattung Struthiopteris zuzuordnen.

## Beschreibung

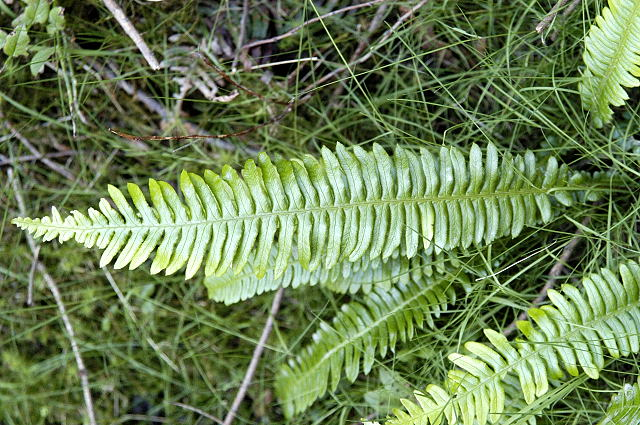
Wedel ohne Sporen

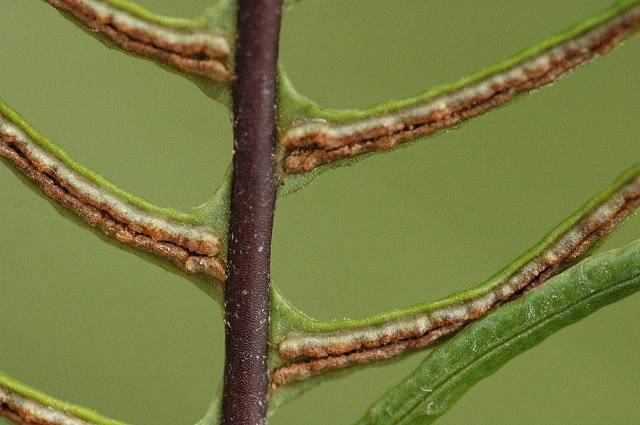
Sporentragender Wedel von unten

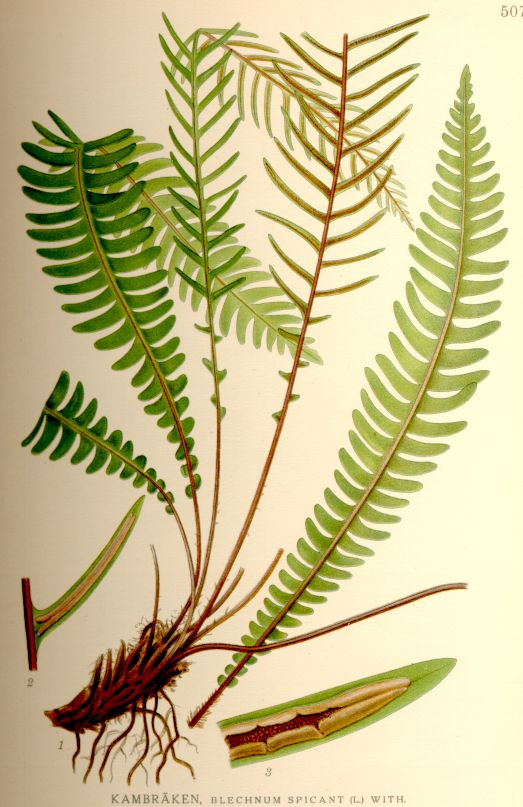
Botanische Zeichnung des Rippenfarns von C. Lindman

Der Rippenfarn ist eine ausdauernde krautige Pflanze, die Wuchshöhen von 14 bis 45 Zentimetern erreicht. Er hat ein aufsteigendes Rhizom, das am oberen Ende spreuschuppig ist.
Der Rippenfarn zeichnet sich durch zwei unterschiedliche Wedelformen aus. Die sporenlosen Wedel sind 15 bis 50 cm lang und sind einfach gefiedert. Sie überdauern den Winter oft als am Boden liegende Rosette. Der Blattstiel ist viel kürzer als die Blattspreite; er ist dunkel-braun, oberseits rinnig und am Grund spreuschuppig. Die Blattspreite ist im Umriss lanzettlich, 5 bis 50 Zentimeter lang und 3 bis 7 Zentimeter breit, nach beiden Seiten verschmälert und oberseits dunkelgrün, glänzend und kahl. Sie ist fiederteilig und hat auf jeder Seite 30 bis 60 Blattabschnitte. Sie sind 3 bis 5 Millimeter breit, kammartig, schmal länglich, ganzrandig und mit schief aufgesetzter Stachelspitze.
Die sporentragenden Wedel entstehen meist im Zentrum der Rosette und besitzen sehr schmale, rippenähnliche Fiederabschnitte. Sie stehen aufrecht, sind sommergrün und meist viel länger (20 bis 75 Zentimeter) als die sterilen Laubblätter. Ihre Blattabschnitte sind schmal linealisch, bis 4 Zentimeter lang und 1 bis 2 Millimeter breit. Sie sind mit Ausnahme der Spitze ganz von den Sori bedeckt. Die Sporenträger werden bei der Sporenreife dunkelbraun und sterben im Winter ab. Die Sori sind länglich und verschmelzen zu zwei Reihen. Unter den lebenden Farnblättern sind oft noch die abgestorbenen Blätter des Vorjahres sichtbar.
Die Chromosomenzahl beträgt 2n = 68.

## Ökologie
Der Rippenfarn ist eine (Halb-)Rosettenpflanze mit schiefem Rhizom. Er bildet eine VA-Mykorrhiza aus.
Die Vermehrung geschieht durch Wasserbefruchtung und Windausbreitung der Sporen als Körnchenflieger. Die Sporen entwickeln sich zwischen Juli und September.
Der Rippenfarn ist nicht besonders frostempfindlich, aber er erträgt keine starken Wasserverluste. Sie sind aber kaum vermeidbar, wenn die Frühlingssonne hohe Blatt- und Lufttemperaturen bewirkt und der Wurzelboden noch gefroren ist. Die Gefahr dieser Art Frosttrocknis entgeht eine Pflanze aber nur in wintermilden Gebieten oder dort, wo eine Schneedecke das tiefe Gefrieren des Bodens verhindert. So erklärt es sich, dass der Rippenfarn in kontinentalerem Klima fehlt.

## Vorkommen
Das Verbreitungsgebiet des Rippenfarns umfasst Makaronesien, Nordafrika, Europa, Westasien und den Kaukasusraum sowie das westliche Nordamerika. Eine nahe verwandte Art ist in Japan verbreitet. In Europa kommt er in fast allen Ländern vor und fehlt nur in Moldau, Belarus und im europäischen Russland.
In Österreich ist er häufig bis zerstreut mit Ausnahme von Wien, von der submontanen bis zur subalpinen Höhenstufe verbreitet. In den Allgäuer Alpen steigt er am Fellhorn-Schlappolt-Zug in Bayern in einer Höhenlage bis zu 1950 Meter auf; in Graubünden steigt er bis in eine Höhenlage von 1980 Meter auf.
Der Rippenfarn gedeiht in Mitteleuropa meist in frischen, stark bodensauren Wäldern, meist Nadelwälder. Seltener ist er in Laubwäldern wie Birken-Eichen-Wäldern oder in Erlenbrüchen (im Blechno-Alnetum) anzutreffen. Er ist in Mitteleuropa vor allem in den feuchten Höhenlagen der Mittelgebirge zu finden. Er ist in Mitteleuropa pflanzensoziologisch eine Differentialart des Verbands Piceion, kommt aber auch in feuchten Quercion-roboris-Gesellschaften sowie im Sphagno-Alnetum vor.
Die ökologischen Zeigerwerte nach Landolt et al. 2010 sind in der Schweiz: Feuchtezahl F = 2+ (frisch), Lichtzahl L = 2 (schattig), Reaktionszahl R = 1 (stark sauer), Temperaturzahl T = 2+ (unter-subalpin und ober-montan), Nährstoffzahl N = 2 (nährstoffarm), Kontinentalitätszahl K = 3 (subozeanisch bis subkontinental).

## Weitere Volksnamen
Im Schweizer Volksmund wird dieser Farn auch „Geißleiterli“ genannt. Für Frankfurt (Oder) ist auch die Bezeichnung Kraftfarn belegt.

## Systematik

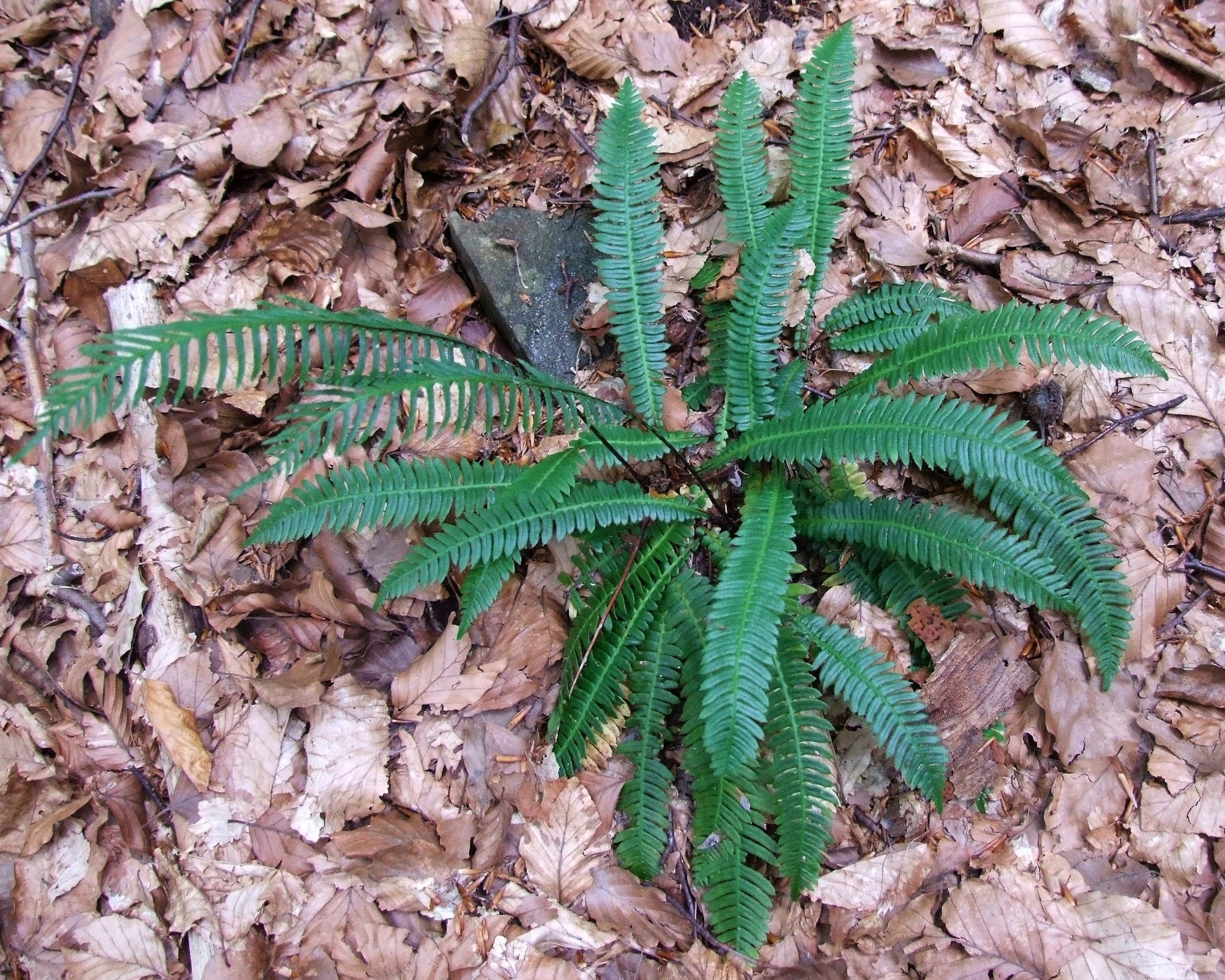
Rippenfarn (Struthiopteris spicant)

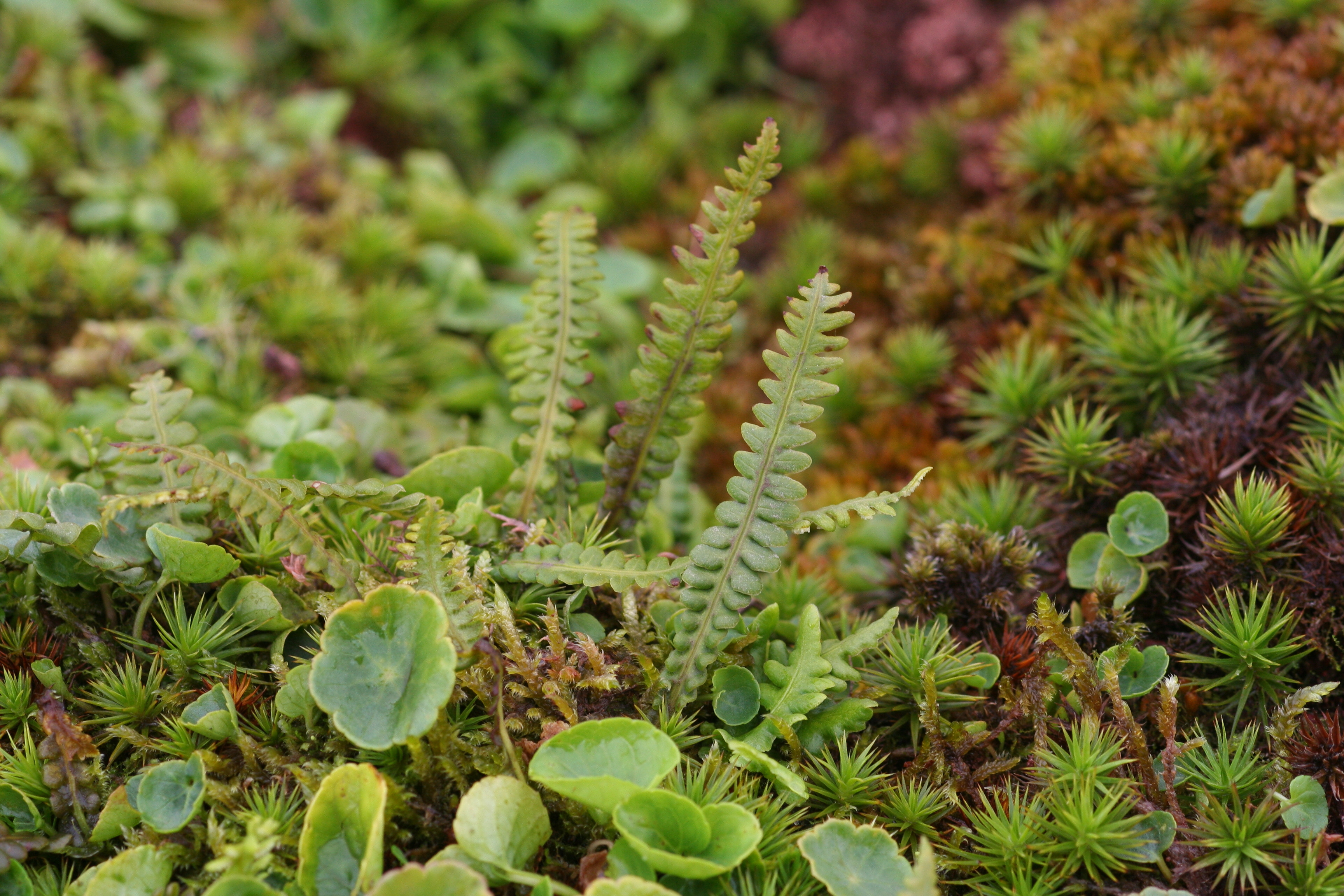
Struthiopteris spicant var. fallax (Bildmitte). Im Bild vorne der Gewöhnliche Wassernabel (Hydrocotyle vulgaris)

Die Erstveröffentlichung erfolgte 1753 unter dem Namen (Basionym) Osmunda spicant L. durch Carl von Linné in Species Plantarum, Tomus II, S. 1066. James Edward Smith stellte ihn 1793 in die Gattung Blechnum, veröffentlichte aber keine gültige Kombination. Ein Jahr später, 1794, veröffentlichte Albrecht Wilhelm Roth mit Blechnum spicant (L.) Roth den lange Zeit anerkannten Namen.
Da nach molekulargenetischen Erkenntnissen die Gattung Blechnum besser aufzuteilen ist, kommt nun der Rippenfarn nicht mehr zur Gattung Blechnum, sondern zur Gattung Struthiopteris. Linné hatte die Gattung Blechnum 1753 erstpubliziert; sie umfasste aber noch nicht den Rippenfarn Blechnum spicant, sondern unter anderem die Art Blechnum occidentale. So wurde Blechnum occidentale zur Typusart der Gattung ernannt. Der Rippenfarn aber, der zu einer anderen Gruppierung gehört, konnte daher nicht mehr den Namen Blechnum tragen. Diese Gruppierung war von Giovanni Antonio Scopoli schon 1754 mit dem Gattungsnamen Struthiopteris aufgestellt worden. Friedrich Wilhelm Weiss (1744–1826) stellte den Rippenfarn im Jahre 1770 dann in Plantae Cryptogamicae Florae Gottingensis S. 287 in diese Gattung; daher muss sie heute Struthiopteris spicant (L.) Weiss heißen.
Je nach Autor gibt es von Struthiopteris spicant in mehrere Subtaxa, hier nach Löve 1968:
- Struthiopteris spicant L. subsp. spicant ist die westpaläarktische nominotypische Unterart, von der sich zwei abweichende Lokalrassen als Varietäten abtrennen lassen:
  - Struthiopteris spicant subsp. spicant var. spicant ist die allgemein verbreitete Sippe mit bis 75 cm langen, aufrechten, verschieden gestaltigen Wedeln.
  - Struthiopteris spicant var. fallax (Lange) Wasowicz & Gabriel y Galán (Syn.: Blechnum spicant subsp. spicant var. fallax Lange) (isländisch: Tunguskollakambur) besitzt niederliegende, nur 2 bis 5 (selten bis 8) cm lange, sehr kurz gestielte, gleichartige Wedel. Sie ist ein Lokal-Endemit der wasserreichsten heißen Quelle Islands, der Deildartunguhver.[14]
  - Struthiopteris spicant var. homophyllum (Merino ex H.Christ) Gabriel y Galán & R.Pino (Syn.: Blechnum spicant subsp. spicant var. homophyllum Merino ex H.Christ): Die Wedel sind ebenfalls gleich gestaltet, sind aber aufrecht und mit 8 bis 20 (bis 30) cm länger als die der anderen Varietäten. Diese Sippe kommt im Nordwesten der Iberischen Halbinsel vor.[15][14]
  - Struthiopteris spicant var. pradae S.Molino & Gabriel y Galán: Die 2019 erstbeschriebene Varietät kommt in Spanien vor.[16]

Nahe verwandt mit Struthiopteris spicant ist:
- Struthiopteris niponica (Kunze) Nakai (Syn.: Blechnum spicant subsp. niponicum (Kunze) Á.Löve & D.Löve): Die sporenlosen Wedel erreichen eine Länge von 1 Meter, die sporentragenden bis zu 1,25 Meter. Die Fiederabnschnitte sind zahlreicher als bei der Unterart Struthiopteris spicant subsp. spicant und sind mit 4 bis 7 Millimetern bei den sporenlosen Wedeln und 1 bis 3 Millimetern bei den sporentragenden Wedeln etwas breiter. Diese Sippe vertritt den Rippenfarn in Ostasien.[14]

## Verwendung
Der Rippenfarn dient als Zierpflanze der Moorbeete und Teichränder.